# والتر وايت (لاعب كرة قدم أمريكي)
والتر وايت (بالإنجليزية: Walter White)‏ هو لاعب كرة قدم أمريكي، ولد في 19 يوليو 1951 في شارلوتسفيل في الولايات المتحدة، وتوفي في 10 أبريل 2019. لعب مع كانساس سيتي تشيفس.

## وصلات خارجية
- والتر وايت على موقع مرجع كرة القدم المحترفة.كوم (الإنجليزية)